# 比威柔星珊瑚
比威柔星珊瑚（学名：Leptastrea bewickensis）为菊珊瑚科柔星珊瑚屬下的一个种。